# Dom Urodzenia św. Maksymiliana Kolbe w Zduńskiej Woli
Dom urodzenia św. Maksymiliana Kolbe w Zduńskiej Woli – muzeum, położone w Zduńskiej Woli. Jego zbiory poświęcone są osobie św. Maksymiliana Marii Kolbe. Placówka działa przy parafii pw. Wniebowzięcia Najświętszej Maryi Panny.
Muzeum mieści się w zrekonstruowanym budynku mieszkalnym, stojącym w miejscu poprzedniego, będącego miejscem urodzenia świętego. Od momentu kanonizacji o. Kolbe w 1982 roku, proboszczowie parafii pw. Wniebowzięcia Najświętszej Maryi Panny czynili starania o utworzenia ekspozycji poświęconej zakonnikowi. Ostatecznie w 1988 roku, kiedy proboszczem zduńskowolskim był ks. prałat Kazimierz Chłopecki, władze miejskie przekazały parafii nieruchomość przy dawnej ul. Browarnej. W latach 1991–1993 ze względu na stan techniczny budynku został on rozebrany, a w jego miejsce - przy użyciu historycznych elementów - postawiono nowy obiekt. Otwarcie ekspozycji miało miejsce w 100-lecie urodzin świętego, w dniu 9 stycznia 1994 roku. Poświęcenia muzeum dokonał bp Henryk Muszyński, a gośćmi uroczystości byli m.in. ówczesny premier Waldemar Pawlak oraz marszałek Senatu RP Adam Struzik. Sama wystawa powstała przy udziale pracowników miejskiego muzeum.

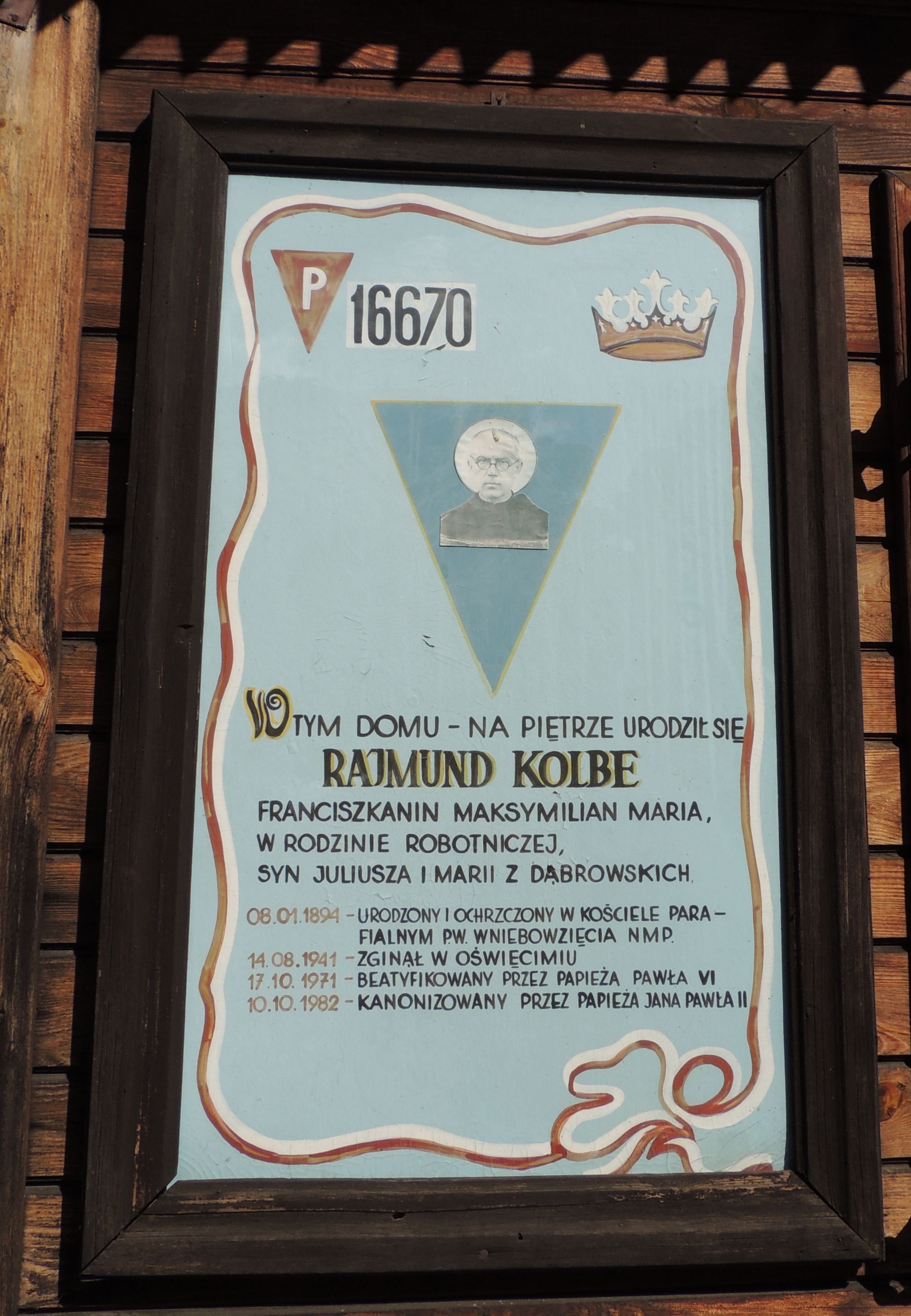
Tablica informacyjna na budynku

Ekspozycja muzealna zlokalizowana jest w pięciu pomieszczeniach, urządzonych tematycznie:
- pokój życia, ukazujący biografie świętego, począwszy od dzieciństwa po męczeńską śmierć w oświęcimskim obozie zagłady,
- pokój myśli i duchowości, zawierający ekspozycje myśli i aforyzmów o. Kolbe oraz wystawę rzeźb, wykonanych na konkurs ogłoszony w związku ze stuleciem jego urodzin,
- kuchnia z wystawą mebli i sprzętów gospodarstwa domowego, pochodzących z końca XIX wieku,
- pokój historii, ukazujący obraz dawnej Zduńskiej Woli, z ekspozycją składającą się z fotografii, widokówek, obrazów oraz maszyn i narzędzi tkackich,
- pokój narodzin (na poddaszu), wyposażony w dawne sprzęty i meble, w tym m.in. kołyskę i ołtarzyk.

Muzeum jest obiektem całorocznym, czynnym z wyjątkiem poniedziałków. Wstęp jest płatny (opłata dowolna).